# Österrike i olympiska vinterspelen 2022
Österrike deltog i de olympiska vinterspelen 2022 i Peking i Kina mellan den 4 och 20 februari 2022.
Julia Dujmovits och Benjamin Maier var Österrikes fanbärare under öppningsceremonin. Alpina skidåkarna Katharina Liensberger och Johannes Strolz var landets fanbärare under avslutningsceremonin.

## Medaljörer
| Medalj | Namn | Sport               | Gren                          | Datum       |
| ------ | --- | ------------------- | ----------------------------- | ----------- |
| Guld   | Matthias Mayer                                                                                          | Alpin skidåkning    | Herrarnas super-G             | 8 februari  |
| Guld   | Benjamin Karl                                                                                           | Snowboard           | Herrarnas parallellstorslalom | 8 februari  |
| Guld   | Alessandro Hämmerle                                                                                     | Snowboard           | Herrarnas boardercross        | 10 februari |
| Guld   | Johannes Strolz                                                                                         | Alpin skidåkning    | Herrarnas kombination         | 10 februari |
| Guld   | Stefan Kraft Daniel Huber Jan Hörl Manuel Fettner                                                       | Backhoppning        | Herrarnas lagtävling          | 14 februari |
| Guld   | Anna Gasser                                                                                             | Snowboard           | Damernas big air              | 15 februari |
| Guld   | Katharina Huber Katharina Liensberger Katharina Truppe Stefan Brennsteiner Michael Matt Johannes Strolz | Alpin skidåkning    | Mixad lagtävling              | 20 februari |
| Silver | Manuel Fettner                                                                                          | Backhoppning        | Herrarnas normalbacke         | 6 februari  |
| Silver | Wolfgang Kindl                                                                                          | Rodel               | Herrarnas singel              | 6 februari  |
| Silver | Daniela Ulbing                                                                                          | Snowboard           | Damernas parallellstorslalom  | 8 februari  |
| Silver | Katharina Liensberger                                                                                   | Alpin skidåkning    | Damernas slalom               | 9 februari  |
| Silver | Madeleine Egle Wolfgang Kindl Thomas Steu Lorenz Koller                                                 | Rodel               | Lagstafett                    | 10 februari |
| Silver | Mirjam Puchner                                                                                          | Alpin skidåkning    | Damernas super-G              | 11 februari |
| Silver | Johannes Strolz                                                                                         | Alpin skidåkning    | Herrarnas slalom              | 16 februari |
| Brons  | Teresa Stadlober                                                                                        | Längdskidåkning     | Damernas 15 km skiathlon      | 5 februari  |
| Brons  | Matthias Mayer                                                                                          | Alpin skidåkning    | Herrarnas störtlopp           | 7 februari  |
| Brons  | Lukas Greiderer                                                                                         | Nordisk kombination | Normalbacke/10 km             | 9 februari  |
| Brons  | Thomas Steu Lorenz Koller                                                                               | Rodel               | Dubbel                        | 9 februari  |

## Alpin skidåkning
Herrar
| Idrottare           | Gren        | Åk 1    | Åk 1      | Åk 2             | Åk 2             | Totalt           | Totalt           |
| Idrottare           | Gren        | Tid     | Placering | Tid              | Placering        | Tid              | Placering        |
| ------------------- | ----------- | ------- | --------- | ---------------- | ---------------- | ---------------- | ---------------- |
| Raphael Haaser      | Kombination | 1.44,63 | 10        | 48,64            | 4                | 2.33,27          | 7                |
| Marco Schwarz       | Kombination | 1.44,07 | 5         | 48,64            | 4                | 2.32,71          | 5                |
| Johannes Strolz     | Kombination | 1.43,87 | 4         | 47,56            | 1                | 2.31,43          | 1                |
| Max Franz           | Störtlopp   | —       | —         | —                | —                | 1.43,52          | 9                |
| Daniel Hemetsberger | Störtlopp   | —       | —         | —                | —                | 1.44,59          | 21               |
| Vincent Kriechmayr  | Störtlopp   | —       | —         | —                | —                | 1.43,45          | 8                |
| Matthias Mayer      | Störtlopp   | —       | —         | —                | —                | 1.42,85          | 3                |
| Stefan Brennsteiner | Storslalom  | 1.02,97 | 2         | 1.22,01          | 40               | 2.24,98          | 27               |
| Manuel Feller       | Storslalom  | 1.03,67 | 7         | DNF              | DNF              | DNF              | DNF              |
| Raphael Haaser      | Storslalom  | 1.04,99 | 17        | 1.07,40          | 9                | 2.12,39          | 11               |
| Marco Schwarz       | Storslalom  | 1.05,04 | 18        | 1.07,43          | 11               | 2.12,47          | 14               |
| Manuel Feller       | Slalom      | DNF     | DNF       | Gick inte vidare | Gick inte vidare | Gick inte vidare | Gick inte vidare |
| Michael Matt        | Slalom      | 54,36   | 7         | DNF              | DNF              | DNF              | DNF              |
| Marco Schwarz       | Slalom      | 56,26   | 25        | 50,35            | 5                | 1.46,61          | 17               |
| Johannes Strolz     | Slalom      | 53,92   | 1         | 50,78            | 13               | 1.44,70          | 2                |
| Max Franz           | Super-G     | —       | —         | —                | —                | DNF              | DNF              |
| Raphael Haaser      | Super-G     | —       | —         | —                | —                | DNF              | DNF              |
| Vincent Kriechmayr  | Super-G     | —       | —         | —                | —                | 1.20,70          | 5                |
| Matthias Mayer      | Super-G     | —       | —         | —                | —                | 1.19,94          | 1                |

Damer
| Idrottare             | Gren        | Åk 1    | Åk 1      | Åk 2             | Åk 2             | Totalt           | Totalt           |
| Idrottare             | Gren        | Tid     | Placering | Tid              | Placering        | Tid              | Placering        |
| --------------------- | ----------- | ------- | --------- | ---------------- | ---------------- | ---------------- | ---------------- |
| Katharina Huber       | Kombination | 1.35,68 | 19        | 53,12            | 2                | 2.28,80          | 5                |
| Christine Scheyer     | Kombination | 1.32,42 | 1         | 56,83            | 7                | 2.29,25          | 6                |
| Ramona Siebenhofer    | Kombination | 1.32,56 | 3         | 57,13            | 10               | 2.29,69          | 7                |
| Cornelia Hütter       | Störtlopp   | —       | —         | —                | —                | 1.33,35          | 7                |
| Mirjam Puchner        | Störtlopp   | —       | —         | —                | —                | 1.33,45          | 8                |
| Ramona Siebenhofer    | Störtlopp   | —       | —         | —                | —                | 1.33,81          | 12               |
| Tamara Tippler        | Störtlopp   | —       | —         | —                | —                | 1.34,39          | 19               |
| Stephanie Brunner     | Storslalom  | DNF     | DNF       | Gick inte vidare | Gick inte vidare | Gick inte vidare | Gick inte vidare |
| Katharina Liensberger | Storslalom  | 59,34   | 13        | 58,90            | 17               | 1.58,24          | 15               |
| Ramona Siebenhofer    | Storslalom  | 59,86   | 19        | DNF              | DNF              | —                | —                |
| Katharina Truppe      | Storslalom  | 57,86   | 2         | 58,63            | 14               | 1.56,49          | 4                |
| Katharina Gallhuber   | Slalom      | 53,40   | 10        | 53,93            | 25               | 1.47,33          | 14               |
| Katharina Huber       | Slalom      | 53,54   | 12        | 53,38            | 18               | 1.46,92          | 12               |
| Katharina Liensberger | Slalom      | 52,83   | 7         | 52,23            | 2                | 1.45,06          | 2                |
| Katharina Truppe      | Slalom      | DNF     | DNF       | Gick inte vidare | Gick inte vidare | Gick inte vidare | Gick inte vidare |
| Cornelia Hütter       | Super-G     | —       | —         | —                | —                | 1.14,19          | 8                |
| Mirjam Puchner        | Super-G     | —       | —         | —                | —                | 1.13,73          | 2                |
| Ariane Rädler         | Super-G     | —       | —         | —                | —                | 1.15,33          | 20               |
| Tamara Tippler        | Super-G     | —       | —         | —                | —                | 1.13,84          | 4                |

Mixat
| Idrottare                                                                                               | Gren       | Åttondelsfinal       | Kvartsfinal          | Semifinal            | Final / BM           | Final / BM |
| Idrottare                                                                                               | Gren       | Motståndare Resultat | Motståndare Resultat | Motståndare Resultat | Motståndare Resultat | Placering  |
| --- | ---------- | -------------------- | -------------------- | -------------------- | -------------------- | ---------- |
| Katharina Huber Katharina Liensberger Katharina Truppe Stefan Brennsteiner Michael Matt Johannes Strolz | Lagtävling | —                    | Slovenien W 3–1      | Norge W 2*–2         | Tyskland W 2*–2      | 1          |

## Backhoppning
Herrar
| Idrottare                                         | Gren        | Kval    | Kval  | Kval      | Första omgången | Första omgången | Första omgången | Final   | Final | Final     | Totalt | Totalt    |
| Idrottare                                         | Gren        | Distans | Poäng | Placering | Distans         | Poäng           | Placering       | Distans | Poäng | Placering | Poäng  | Placering |
| ------------------------------------------------- | ----------- | ------- | ----- | --------- | --------------- | --------------- | --------------- | ------- | ----- | --------- | ------ | --------- |
| Manuel Fettner                                    | Normalbacke | 102,0   | 107,5 | 6 Q       | 102,5           | 134,5           | 5               | 104,0   | 136,3 | 1         | 270,8  | 2         |
| Jan Hörl                                          | Normalbacke | 87,0    | 78,5  | 37 Q      | 98,0            | 128,9           | 15              | 97,0    | 119,9 | 20        | 248,8  | 19        |
| Daniel Huber                                      | Normalbacke | 90,0    | 90,8  | 23 Q      | 96,0            | 128,1           | 19              | 101,5   | 125,5 | 10        | 253,6  | 13        |
| Stefan Kraft                                      | Normalbacke | 100,0   | 108,5 | 5 Q       | 98,0            | 129,2           | 14              | 99,5    | 128,9 | 6         | 258,1  | 10        |
| Manuel Fettner                                    | Stor backe  | 128,0   | 120,5 | 11 Q      | 138,5           | 138,0           | 5               | 134,0   | 134,7 | 12        | 272,7  | 7         |
| Jan Hörl                                          | Stor backe  | 127,0   | 117,0 | 15 Q      | 136,0           | 135,6           | 7               | 137,0   | 135,3 | 11        | 270,9  | 9         |
| Daniel Huber                                      | Stor backe  | 126,0   | 117,7 | 14 Q      | 133,0           | 127,4           | 21              | 132,5   | 127,7 | 22        | 255,1  | 20        |
| Stefan Kraft                                      | Stor backe  | 128,5   | 127,6 | 4 Q       | 131,5           | 127,9           | 19              | 136,5   | 136,2 | 10        | 264,1  | 13        |
| Manuel Fettner Jan Hörl Daniel Huber Stefan Kraft | Lagtävling  | —       | —     | —         | 519,0           | 458,4           | 2               | 516,0   | 484,3 | 1         | 942,7  | 1         |

Damer
| Idrottare              | Gren        | Första omgången | Första omgången | Första omgången | Final            | Final            | Final            | Totalt           | Totalt           |
| Idrottare              | Gren        | Distans         | Poäng           | Placering       | Distans          | Poäng            | Placering        | Poäng            | Placering        |
| ---------------------- | ----------- | --------------- | --------------- | --------------- | ---------------- | ---------------- | ---------------- | ---------------- | ---------------- |
| Lisa Eder              | Normalbacke | 92,0            | 92,3            | 15 Q            | 90,0             | 101,1            | 7                | 193,4            | 8                |
| Daniela Iraschko-Stolz | Normalbacke | 91,5            | 94,1            | 14 Q            | 80,5             | 83,9             | 16               | 178,0            | 12               |
| Eva Pinkelnig          | Normalbacke | 87,0            | 83,9            | 18 Q            | 84,0             | 82,6             | 17               | 166,5            | 20               |
| Sophie Sorschag        | Normalbacke | DSQ             | DSQ             | DSQ             | Gick inte vidare | Gick inte vidare | Gick inte vidare | Gick inte vidare | Gick inte vidare |

Mixat
| Idrottare                                                    | Gren       | Första omgången | Första omgången | Första omgången | Final   | Final | Final     | Totalt | Totalt    |
| Idrottare                                                    | Gren       | Distans         | Poäng           | Placering       | Distans | Poäng | Placering | Poäng  | Placering |
| ------------------------------------------------------------ | ---------- | --------------- | --------------- | --------------- | ------- | ----- | --------- | ------ | --------- |
| Lisa Eder Manuel Fettner Stefan Kraft Daniela Iraschko-Stolz | Lagtävling | 299,0           | 370,7           | 6 Q             | 378,5   | 447,3 | 3         | 818,0  | 5         |

## Bob
Herrar
| Idrottare                                                         | Gren     | Åk 1    | Åk 1      | Åk 2    | Åk 2      | Åk 3    | Åk 3      | Åk 4             | Åk 4             | Totalt  | Totalt    |
| Idrottare                                                         | Gren     | Tid     | Placering | Tid     | Placering | Tid     | Placering | Tid              | Placering        | Tid     | Placering |
| ----------------------------------------------------------------- | -------- | ------- | --------- | ------- | --------- | ------- | --------- | ---------------- | ---------------- | ------- | --------- |
| Benjamin Maier Markus Sammer                                      | Tvåmanna | 59,51   | 5         | 59,96   | 8         | 59,64   | 6         | 1.00,01          | 9                | 3.59,12 | 5         |
| Markus Treichl Markus Glück                                       | Tvåmanna | 1.00,42 | 26        | 1.00,52 | 25        | 1.00,66 | 27        | Gick inte vidare | Gick inte vidare | 3.01,60 | 26        |
| Benjamin Maier Markus Sammer Sascha Stepan Kristian Huber         | Fyrmanna | 58,76   | 8         | 59,46   | 11        | 59,17   | 11        | 1.00,10          | 20               | 3.57,49 | 12        |
| Markus Treichl Markus Glück Sebastian Mitterer Robert Eckschlager | Fyrmanna | 59,53   | 21        | 1.00,07 | 24        | 59,59   | 21        | Gick inte vidare | Gick inte vidare | 2.59,19 | 22        |

Damer
| Idrottare                       | Gren     | Åk 1    | Åk 1      | Åk 2    | Åk 2      | Åk 3    | Åk 3      | Åk 4    | Åk 4      | Totalt  | Totalt    |
| Idrottare                       | Gren     | Tid     | Placering | Tid     | Placering | Tid     | Placering | Tid     | Placering | Tid     | Placering |
| ------------------------------- | -------- | ------- | --------- | ------- | --------- | ------- | --------- | ------- | --------- | ------- | --------- |
| Katrin Beierl                   | Monobob  | 1.05,39 | 8         | 1.06,00 | 13        | 1.06,57 | 16        | 1.06,56 | 17        | 4.24,52 | 14        |
| Katrin Beierl Jennifer Onasanya | Tvåmanna | 1.01,91 | 13        | 1.02,12 | 12        | 1.01,89 | 9         | 1.02,32 | 16        | 4.08,24 | 10        |

## Freestyle
Freeski
Herrar
| Idrottare     | Gren       | Kval  | Kval  | Kval  | Kval   | Kval      | Final            | Final            | Final            | Final            | Final            |
| Idrottare     | Gren       | Åk 1  | Åk 2  | Åk 3  | Totalt | Placering | Åk 1             | Åk 2             | Åk 3             | Totalt           | Placering        |
| ------------- | ---------- | ----- | ----- | ----- | ------ | --------- | ---------------- | ---------------- | ---------------- | ---------------- | ---------------- |
| Daniel Bacher | Big air    | 75,00 | 56,75 | 69,00 | 144,00 | 21        | Gick inte vidare | Gick inte vidare | Gick inte vidare | Gick inte vidare | Gick inte vidare |
| Matěj Švancer | Big air    | 61,75 | 27,75 | 25,50 | 89,50  | 26        | Gick inte vidare | Gick inte vidare | Gick inte vidare | Gick inte vidare | Gick inte vidare |
| Marco Ladner  | Halfpipe   | 53,50 | 6,50  | —     | 53,50  | 17        | Gick inte vidare | Gick inte vidare | Gick inte vidare | Gick inte vidare | Gick inte vidare |
| Daniel Bacher | Slopestyle | 63,60 | 16,21 | —     | 63,60  | 17        | Gick inte vidare | Gick inte vidare | Gick inte vidare | Gick inte vidare | Gick inte vidare |
| Matěj Švancer | Slopestyle | 37,25 | 74,86 | —     | 74,86  | 9         | 73,05            | 31,86            | 49,83            | 73,05            | 8                |

Damer
| Idrottare     | Gren       | Kval  | Kval  | Kval  | Kval   | Kval      | Final            | Final            | Final            | Final            | Final            |
| Idrottare     | Gren       | Åk 1  | Åk 2  | Åk 3  | Totalt | Placering | Åk 1             | Åk 2             | Åk 3             | Totalt           | Placering        |
| ------------- | ---------- | ----- | ----- | ----- | ------ | --------- | ---------------- | ---------------- | ---------------- | ---------------- | ---------------- |
| Laura Wallner | Big air    | 59,50 | 9,00  | 9,00  | 68,50  | 23        | Gick inte vidare | Gick inte vidare | Gick inte vidare | Gick inte vidare | Gick inte vidare |
| Lara Wolf     | Big air    | 25,25 | 36,25 | 55,25 | 91,50  | 21        | Gick inte vidare | Gick inte vidare | Gick inte vidare | Gick inte vidare | Gick inte vidare |
| Laura Wallner | Slopestyle | 30,36 | 30,70 | —     | 30,70  | 25        | Gick inte vidare | Gick inte vidare | Gick inte vidare | Gick inte vidare | Gick inte vidare |
| Lara Wolf     | Slopestyle | 62,56 | 24,38 | —     | 62,56  | 14        | Gick inte vidare | Gick inte vidare | Gick inte vidare | Gick inte vidare | Gick inte vidare |

Puckelpist
| Idrottare          | Gren                | Kval  | Kval  | Kval   | Kval      | Kval  | Kval  | Kval   | Kval      | Final            | Final            | Final            | Final            | Final            | Final            | Final            | Final            | Final            | Final            | Final            | Final     |
| Idrottare          | Gren                | Åk 1  | Åk 1  | Åk 1   | Åk 1      | Åk 2  | Åk 2  | Åk 2   | Åk 2      | Åk 1             | Åk 1             | Åk 1             | Åk 1             | Åk 2             | Åk 2             | Åk 2             | Åk 2             | Åk 3             | Åk 3             | Åk 3             | Åk 3      |
| Idrottare          | Gren                | Tid   | Poäng | Totalt | Placering | Tid   | Poäng | Totalt | Placering | Tid              | Poäng            | Totalt           | Placering        | Tid              | Poäng            | Totalt           | Placering        | Tid              | Poäng            | Totalt           | Placering |
| ------------------ | ------------------- | ----- | ----- | ------ | --------- | ----- | ----- | ------ | --------- | ---------------- | ---------------- | ---------------- | ---------------- | ---------------- | ---------------- | ---------------- | ---------------- | ---------------- | ---------------- | ---------------- | --------- |
| Katharina Ramsauer | Damernas puckelpist | 31,94 | 44,17 | 56,18  | 24        | 31,04 | 42,74 | 55,76  | 19        | Gick inte vidare | Gick inte vidare | Gick inte vidare | Gick inte vidare | Gick inte vidare | Gick inte vidare | Gick inte vidare | Gick inte vidare | Gick inte vidare | Gick inte vidare | Gick inte vidare | 29        |

Skicross
| Idrottare           | Gren               | Seeding | Seeding   | Åttondelsfinal | Kvartsfinal      | Semifinal        | Final            | Final     |
| Idrottare           | Gren               | Tid     | Placering | Position       | Position         | Position         | Position         | Placering |
| ------------------- | ------------------ | ------- | --------- | -------------- | ---------------- | ---------------- | ---------------- | --------- |
| Adam Kappacher      | Herrarnas skicross | 1.13,58 | 25        | 3              | Gick inte vidare | Gick inte vidare | Gick inte vidare | 22        |
| Johannes Rohrweck   | Herrarnas skicross | 1.12,71 | 10        | 2 Q            | 2 Q              | 3 SF             | 3                | 7         |
| Tristan Takats      | Herrarnas skicross | 1.13,29 | 19        | 2 Q            | 4                | Gick inte vidare | Gick inte vidare | 15        |
| Robert Winkler      | Herrarnas skicross | 1.14,05 | 30        | 4              | Gick inte vidare | Gick inte vidare | Gick inte vidare | 30        |
| Christina Födermayr | Damernas skicross  | 1.21,02 | 21        | 3              | Gick inte vidare | Gick inte vidare | Gick inte vidare | 22        |
| Andrea Limbacher    | Damernas skicross  | 1.19,69 | 18        | 2 Q            | 3                | Gick inte vidare | Gick inte vidare | 11        |
| Katrin Ofner        | Damernas skicross  | 1.19,95 | 19        | 2 Q            | 3                | Gick inte vidare | Gick inte vidare | 12        |

## Hastighetsåkning på skridskor
Damer
| Idrottare      | Gren             | Final    | Final     |
| Idrottare      | Gren             | Tid      | Placering |
| -------------- | ---------------- | -------- | --------- |
| Vanessa Herzog | Damernas 500 m   | 37,28    | 4         |
| Vanessa Herzog | Damernas 1 000 m | 1.15,644 | 8         |

Masstart
| Idrottare    | Gren               | Semifinal | Semifinal | Semifinal | Final | Final   | Final     |
| Idrottare    | Gren               | Poäng     | Tid       | Placering | Poäng | Tid     | Placering |
| ------------ | ------------------ | --------- | --------- | --------- | ----- | ------- | --------- |
| Gabriel Odor | Herrarnas masstart | 10        | 7.44,28   | 4 Q       | 2     | 8.10,46 | 10        |

## Konståkning
| Idrottare                       | Gren                  | Kortprogram | Kortprogram | Friåkningsprogram | Friåkningsprogram | Totalt           | Totalt           |
| Idrottare                       | Gren                  | Poäng       | Placering   | Poäng             | Placering         | Poäng            | Placering        |
| ------------------------------- | --------------------- | ----------- | ----------- | ----------------- | ----------------- | ---------------- | ---------------- |
| Olga Mikutina                   | Damernas singelåkning | 61,14       | 18          | 121,06            | 14                | 182,20           | 14               |
| Miriam Ziegler / Severin Kiefer | Paråkning             | 51,96       | 18          | Gick inte vidare  | Gick inte vidare  | Gick inte vidare | Gick inte vidare |

## Längdskidåkning
Distans
| Idrottare        | Gren                          | Klassisk stil | Klassisk stil | Fristil | Fristil   | Totalt    | Totalt  | Totalt    |
| Idrottare        | Gren                          | Tid           | Placering     | Tid     | Placering | Tid       | Diff.   | Placering |
| ---------------- | ----------------------------- | ------------- | ------------- | ------- | --------- | --------- | ------- | --------- |
| Mika Vermeulen   | Herrarnas 15 km klassisk stil | —             | —             | —       | —         | 40.37,8   | +2.43,0 | 23        |
| Mika Vermeulen   | Herrarnas 30 km skiathlon     | 41.18,0       | 20            | 38.49,7 | 13        | 1:20.40,0 | +4.30,2 | 16        |
| Teresa Stadlober | Damernas 10 km klassisk stil  | —             | —             | —       | —         | 29.16,9   | +1.10,6 | 9         |
| Teresa Stadlober | Damernas 30 km fristil        | —             | —             | —       | —         | 1:28.36,5 | +3.42,5 | 11        |
| Lisa Unterweger  | Damernas 10 km klassisk stil  | —             | —             | —       | —         | 31.02,1   | +2.55,8 | 31        |
| Teresa Stadlober | Damernas 15 km skiathlon      | 22.38,7       | 5             | 21.19,8 | 4         | 44.44,2   | +30,5   | 3         |

Sprint
| Idrottare                        | Gren                    | Kval    | Kval      | Kvartsfinal      | Kvartsfinal      | Semifinal        | Semifinal        | Final            | Final            | Final            |
| Idrottare                        | Gren                    | Tid     | Placering | Tid              | Placering        | Tid              | Placering        | Tid              | Diff.            | Placering        |
| -------------------------------- | ----------------------- | ------- | --------- | ---------------- | ---------------- | ---------------- | ---------------- | ---------------- | ---------------- | ---------------- |
| Michael Föttinger                | Herrarnas sprint        | 2.56,58 | 39        | Gick inte vidare | Gick inte vidare | Gick inte vidare | Gick inte vidare | Gick inte vidare | Gick inte vidare | Gick inte vidare |
| Benjamin Moser                   | Herrarnas sprint        | 2.58,07 | 43        | Gick inte vidare | Gick inte vidare | Gick inte vidare | Gick inte vidare | Gick inte vidare | Gick inte vidare | Gick inte vidare |
| Michael Föttinger Benjamin Moser | Herrarnas sprintstafett | —       | —         | —                | —                | 20.07,78         | 4 Q              | 21.15,00         | +1.52,01         | 10               |
| Lisa Unterweger                  | Damernas sprint         | 3.24,83 | 34        | Gick inte vidare | Gick inte vidare | Gick inte vidare | Gick inte vidare | Gick inte vidare | Gick inte vidare | Gick inte vidare |
| Teresa Stadlober Lisa Unterweger | Damernas sprintstafett  | —       | —         | —                | —                | 23.08,34         | 3 Q              | 22.55,25         | +45,40           | 6                |

## Nordisk kombination
| Idrottare                                                         | Gren                | Backhoppning | Backhoppning | Backhoppning | Längdskidåkning | Längdskidåkning | Totalt  | Totalt    |
| Idrottare                                                         | Gren                | Distans      | Poäng        | Placering    | Tid             | Placering       | Tid     | Placering |
| ----------------------------------------------------------------- | ------------------- | ------------ | ------------ | ------------ | --------------- | --------------- | ------- | --------- |
| Martin Fritz                                                      | Normalbacke/10 km   | 96,0         | 105,2        | 18           | 25.02,4         | 14              | 26.53,4 | 12        |
| Lukas Greiderer                                                   | Normalbacke/10 km   | 103,5        | 123,4        | 2            | 24.36,3         | 7               | 25.14,3 | 3         |
| Johannes Lamparter                                                | Normalbacke/10 km   | 100,0        | 116,9        | 5            | 24.12,7         | 3               | 25.16,7 | 4         |
| Franz-Josef Rehrl                                                 | Normalbacke/10 km   | 102,0        | 115,8        | 7            | 25.08,3         | 17              | 26.17,3 | 19        |
| Lukas Greiderer                                                   | Stor backe/10 km    | 129,0        | 112,8        | 11           | 25.37,1         | 4               | 27.25,1 | 5         |
| Johannes Lamparter                                                | Stor backe/10 km    | 128,0        | 118,1        | 8            | 26.04,3         | 8               | 27.31,3 | 6         |
| Franz-Josef Rehrl                                                 | Stor backe/10 km    | 135,5        | 121,9        | 6            | 27.10,2         | 23              | 28.22,2 | 11        |
| Mario Seidl                                                       | Stor backe/10 km    | 130,0        | 119,5        | 7            | 27.07,5         | 21              | 28.28,5 | 13        |
| Martin Fritz Lukas Greiderer Johannes Lamparter Franz-Josef Rehrl | Lagtävling/4 × 5 km | 532,0        | 475,4        | 1            | 51.44,7         | 8               | 51.44,7 | 4         |

## Rodel
Herrar
| Idrottare                 | Gren   | Åk 1   | Åk 1      | Åk 2   | Åk 2      | Åk 3   | Åk 3      | Åk 4   | Åk 4      | Totalt   | Totalt    |
| Idrottare                 | Gren   | Tid    | Placering | Tid    | Placering | Tid    | Placering | Tid    | Placering | Tid      | Placering |
| ------------------------- | ------ | ------ | --------- | ------ | --------- | ------ | --------- | ------ | --------- | -------- | --------- |
| David Gleirscher          | Singel | 57,407 | 6         | 58,240 | 12        | 58,908 | 26        | 58,617 | 20        | 3.53,172 | 15        |
| Nico Gleirscher           | Singel | 59,110 | 27        | 58,351 | 14        | 57,370 | 3         | 57,452 | 5         | 3.52,283 | 12        |
| Wolfgang Kindl            | Singel | 57,110 | 2         | 57,430 | 1         | 57,117 | 2         | 57,238 | 2         | 3.48,895 | 2         |
| Lorenz Koller Thomas Steu | Dubbel | 58,426 | 3         | 58,639 | 3         | —      | —         | —      | —         | 1.57,065 | 3         |

Damer
| Idrottare      | Gren   | Åk 1   | Åk 1      | Åk 2   | Åk 2      | Åk 3   | Åk 3      | Åk 4   | Åk 4      | Totalt   | Totalt    |
| Idrottare      | Gren   | Tid    | Placering | Tid    | Placering | Tid    | Placering | Tid    | Placering | Tid      | Placering |
| -------------- | ------ | ------ | --------- | ------ | --------- | ------ | --------- | ------ | --------- | -------- | --------- |
| Madeleine Egle | Singel | 59,342 | 17        | 58,493 | 2         | 58,542 | 5         | 58,432 | 3         | 3.54,809 | 4         |
| Hannah Prock   | Singel | 58,762 | 6         | 58,732 | 5         | 58,532 | 4         | 58,798 | 9         | 3.54,824 | 5         |
| Lisa Schulte   | Singel | 58,523 | 3         | 59,074 | 12        | 58,646 | 6         | 58,642 | 6         | 3.54,885 | 6         |

Mixat lag
| Idrottare                                                 | Gren       | Åk 1     | Åk 1      | Åk 2     | Åk 2      | Åk 3     | Åk 3      | Totalt   | Totalt    |
| Idrottare                                                 | Gren       | Tid      | Placering | Tid      | Placering | Tid      | Placering | Tid      | Placering |
| --------------------------------------------------------- | ---------- | -------- | --------- | -------- | --------- | -------- | --------- | -------- | --------- |
| Madeleine Egle Wolfgang Kindl Thomas Steu / Lorenz Koller | Lagstafett | 1.00,054 | 2         | 1.01,342 | 1         | 1.02,090 | 2         | 3.03,486 | 2         |

## Skeleton
| Idrottare            | Gren               | Åk 1    | Åk 1      | Åk 2    | Åk 2      | Åk 3    | Åk 3      | Åk 4    | Åk 4      | Totalt  | Totalt    |
| Idrottare            | Gren               | Tid     | Placering | Tid     | Placering | Tid     | Placering | Tid     | Placering | Tid     | Placering |
| -------------------- | ------------------ | ------- | --------- | ------- | --------- | ------- | --------- | ------- | --------- | ------- | --------- |
| Samuel Maier         | Herrarnas skeleton | 1.01,36 | 15        | 1.01,13 | 11        | 1.01,05 | 13        | 1.00,95 | 11        | 4.04,49 | 13        |
| Alexander Schlintner | Herrarnas skeleton | 1.01,56 | 16        | 1.01,73 | 19        | 1.01,66 | 19        | 1.01,24 | 14        | 4.06,19 | 17        |
| Janine Flock         | Damernas skeleton  | 1.02,64 | 14        | 1.02,72 | 10        | 1.02,23 | 8         | 1.02,45 | 15        | 4.10,04 | 10        |

## Skidskytte
Herrar
| Idrottare                                             | Gren      | Tid       | Missar      | Placering |
| ----------------------------------------------------- | --------- | --------- | ----------- | --------- |
| Simon Eder                                            | 20 km     | 52.09,4   | 2 (0+0+1+1) | 20        |
| David Komatz                                          | 20 km     | 54.24,1   | 3 (1+0+1+1) | 45        |
| Felix Leitner                                         | 20 km     | 51.41,7   | 1 (1+0+0+0) | 16        |
| Harald Lemmerer                                       | 20 km     | 55.22,7   | 4 (0+1+2+1) | 57        |
| Simon Eder                                            | Masstart  | 40.10,8   | 2 (2+0+0+0) | 7         |
| Felix Leitner                                         | Masstart  | 43.37,9   | 7 (2+1+2+2) | 29        |
| Simon Eder                                            | Jaktstart | 44.18,7   | 5 (0+2+2+1) | 37        |
| Felix Leitner                                         | Jaktstart | 42.16,3   | 1 (0+1+0+0) | 10        |
| Simon Eder                                            | Sprint    | 25.26,9   | 1 (0+1)     | 18        |
| Patrick Jakob                                         | Sprint    | 27.10,9   | 1 (0+1)     | 72        |
| David Komatz                                          | Sprint    | 27.02,5   | 2 (0+2)     | 69        |
| Felix Leitner                                         | Sprint    | 26.33,8   | 2 (1+1)     | 46        |
| David Komatz Simon Eder Felix Leitner Harald Lemmerer | Stafett   | 1:23.31,9 | 2+8         | 10        |

Damer
| Idrottare                                                       | Gren      | Tid       | Missar      | Placering |
| --------------------------------------------------------------- | --------- | --------- | ----------- | --------- |
| Lisa Theresa Hauser                                             | 15 km     | 46.36,0   | 3 (0+1+1+1) | 17        |
| Katharina Innerhofer                                            | 15 km     | 48.10,0   | 4 (0+2+0+2) | 26        |
| Anna Juppe                                                      | 15 km     | 52.49,7   | 8 (1+3+1+3) | 75        |
| Julia Schwaiger                                                 | 15 km     | 48.42,2   | 3 (2+1+0+0) | 31        |
| Lisa Theresa Hauser                                             | Masstart  | 42.07,6   | 4 (0+1+1+2) | 11        |
| Katharina Innerhofer                                            | Masstart  | 42.42,7   | 6 (1+0+2+3) | 14        |
| Lisa Theresa Hauser                                             | Jaktstart | 36.56,7   | 2 (0+0+1+1) | 7         |
| Katharina Innerhofer                                            | Jaktstart | 38.24,7   | 3 (0+0+1+2) | 22        |
| Julia Schwaiger                                                 | Jaktstart | 40.42,2   | 3 (0+0+1+2) | 44        |
| Lisa Theresa Hauser                                             | Sprint    | 21.31,6   | 0 (0+0)     | 4         |
| Katharina Innerhofer                                            | Sprint    | 22.26,4   | 2 (0+2)     | 21        |
| Julia Schwaiger                                                 | Sprint    | 23.16,2   | 2 (1+1)     | 45        |
| Dunja Zdouc                                                     | Sprint    | 25.32,1   | 2 (0+2)     | 85        |
| Lisa Theresa Hauser Katharina Innerhofer Anna Juppe Dunja Zdouc | Stafett   | 1:15.07,6 | 3+7         | 9         |

Mixat
| Idrottare                                                    | Gren    | Tid       | Missar | Placering |
| ------------------------------------------------------------ | ------- | --------- | ------ | --------- |
| Simon Eder Lisa Theresa Hauser Felix Leitner Julia Schwaiger | Stafett | 1:09.44,2 | 2+13   | 10        |

## Snowboard
Freestyle
| Idrottare        | Gren                 | Kval  | Kval  | Kval  | Kval   | Kval      | Final            | Final            | Final            | Final            | Final            |
| Idrottare        | Gren                 | Åk 1  | Åk 2  | Åk 3  | Totalt | Placering | Åk 1             | Åk 2             | Åk 3             | Totalt           | Placering        |
| ---------------- | -------------------- | ----- | ----- | ----- | ------ | --------- | ---------------- | ---------------- | ---------------- | ---------------- | ---------------- |
| Clemens Millauer | Herrarnas slopestyle | 38,71 | 32,06 | —     | 38,71  | 27        | Gick inte vidare | Gick inte vidare | Gick inte vidare | Gick inte vidare | Gick inte vidare |
| Anna Gasser      | Damernas big air     | 73,25 | 62,25 | 80,25 | 153,50 | 6 Q       | 90,00            | 86,75            | 95,50            | 185,50           | 1                |
| Anna Gasser      | Damernas slopestyle  | 50,71 | 75,00 | —     | 75,00  | 4 Q       | 35,01            | 43,58            | 75,33            | 75,33            | 6                |

Parallell
| Idrottare          | Gren                          | Kval    | Kval      | Åttondelsfinal   | Kvartsfinal               | Semifinal           | Final               | Final            |
| Idrottare          | Gren                          | Tid     | Placering | Motståndare Tid  | Motståndare Tid           | Motståndare Tid     | Motståndare Tid     | Placering        |
| ------------------ | ----------------------------- | ------- | --------- | ---------------- | ------------------------- | ------------------- | ------------------- | ---------------- |
| Benjamin Karl      | Herrarnas parallellstorslalom | 1.21,25 | 2 Q       | Yankov (BUL) W   | Payer (AUT) W             | Fischnaller (ITA) W | Mastnak (SLO) W     | 1                |
| Lukas Mathies      | Herrarnas parallellstorslalom | 1.23,75 | 23        | Gick inte vidare | Gick inte vidare          | Gick inte vidare    | Gick inte vidare    | Gick inte vidare |
| Alexander Payer    | Herrarnas parallellstorslalom | 1.22,10 | 10 Q      | Nowaczyk (POL) W | Karl (AUT) L +1,57        | Gick inte vidare    | Gick inte vidare    | 8                |
| Andreas Prommegger | Herrarnas parallellstorslalom | 1.21,37 | 3 Q       | Caviezel (SUI) W | Fischnaller (ITA) L +0,51 | Gick inte vidare    | Gick inte vidare    | 6                |
| Julia Dujmovits    | Damernas parallellstorslalom  | 1.27,43 | 5 Q       | Kummer (SUI) W   | Dekker (NED) L +4,29      | Gick inte vidare    | Gick inte vidare    | 6                |
| Daniela Ulbing     | Damernas parallellstorslalom  | 1.27,77 | 7 Q       | Farrell (CAN) W  | Hofmeister (GER) W        | Kotnik (SLO) W      | Ledecká (CZE) L DNF | 2                |

Snowboardcross
| Idrottare                        | Gren                   | Seeding | Seeding   | Åttondelsfinal | Kvartsfinal      | Semifinal        | Final            | Final     |
| Idrottare                        | Gren                   | Tid     | Placering | Position       | Position         | Position         | Position         | Placering |
| -------------------------------- | ---------------------- | ------- | --------- | -------------- | ---------------- | ---------------- | ---------------- | --------- |
| Jakob Dusek                      | Herrarnas boardercross | 1.17,05 | 3         | 4              | Gick inte vidare | Gick inte vidare | Gick inte vidare | 25        |
| Alessandro Hämmerle              | Herrarnas boardercross | 1.17,24 | 4         | 2 Q            | 1 Q              | 2 Q              | 1                | 1         |
| Julian Lüftner                   | Herrarnas boardercross | 1.17,00 | 2         | 2 Q            | 1 Q              | 1 Q              | 4                | 4         |
| Lukas Pachner                    | Herrarnas boardercross | 1.18,49 | 14        | 3              | Gick inte vidare | Gick inte vidare | Gick inte vidare | 20        |
| Pia Zerkhold                     | Damernas boardercross  | 1.24,53 | 9         | DNF            | Gick inte vidare | Gick inte vidare | Gick inte vidare | 25        |
| Alessandro Hämmerle Pia Zerkhold | Mixat lag              | —       | —         | —              | 4                | Gick inte vidare | Gick inte vidare | =13       |